# Via, la voie du peuple
Via, la voie du peuple (VIA) és un partit polític francès de centredreta fundat el juny de 2009 per Christine Boutin, ex-ministra de l'Habitatge, com a Fòrum dels Republicans Socials (FRS).

## Història
El Fòrum dels Republicans Socials (FRS) va ser fundat el març de 2001 com una escissió de la Unió per a la Democràcia Francesa per Christine Boutin, que més tard fou ministra de l'Habitatge entre 2007 i 2009 al primer govern de François Fillon. És un partit fundador i associat a la Unió per un Moviment Popular (UMP).

### Convenció nacional de 2005

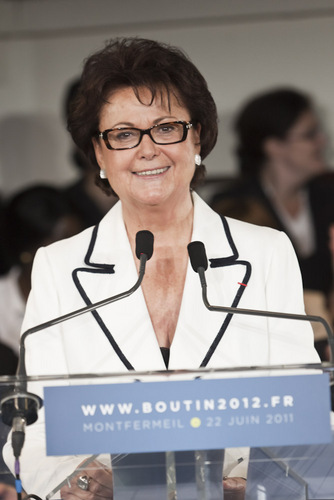
Christine Boutin en un acte de campanya per a les eleccions presidencials franceses de 2012

A la convenció nacional de 2005, el Fòrum dels republicans socials va decidir rebutjar el Tractat de Roma de 2004 que establia una Constitució per Europa amb una majoria del 75,88% dels vots. Fou partit membre del Comité per a la Majoria Presidencial a França.
La presidenta de la formació, Christine Boutin, va esgrimir tres motius principals per explicar la seva oposició:
- l'absència de reconeixement de les arrels judeocristianes d'Europa
- el caràcter excessivament liberal del Tractat que no tenia en compte la persona humana, l'error que portaria a la fractura social
- el fet que el Tractat permetia la clonació terapèutica

### Als governs Fillon
Després de guanyar les eleccions presidencials del 2007, Nicolas Sarkozy, d'UMP, va nomenar François Fillon, també d'UMP, com a primer ministre encapçalant unu govern de coalició d'UMP, Partit Radical (PRV), Els Centristes (NC), Fòrum de Republicans Socials (FRS) obert a les personalitats d'esquerra, creant de fortes tensions a l'UMP. Les eleccions legislatives es van celebrar el 10 i el 17 de juny de 2007, poques setmanes després de la segona volta de les eleccions presidencials del 6 de maig i la dreta va conservar la majoria del 2002 tot i perdre uns 40 escons davant els socialistes. Fillon va encapçalar un nou govern de coalició d'UMP, PRV, NC, FRS i La Gauche Moderne (LGM). Des de la convenció del 31 de gener de 2009 el partit canvià de nom per esdevenir el FRS - La democràcia cristiana social.

### Canvi de denominació a Partit Cristianodemòcrata
El 20 de juny de 2009, els militants del FRS adoptaren un nou nom: Partit Cristianodemòcrata, proposat per Christine Boutin, que el justificà de la següent manera: "aquest nom ens permet tenir una identitat més forta i més explícita. A la dreta, molts han abandonat els valors cristians... Per integrar l'electorat que representem en el si de la majoria presidencial, fa falta dir en veu alta que creiem en els valors cristians". Tres dies després va quedar fora en la remodelació del govern de Fillon.

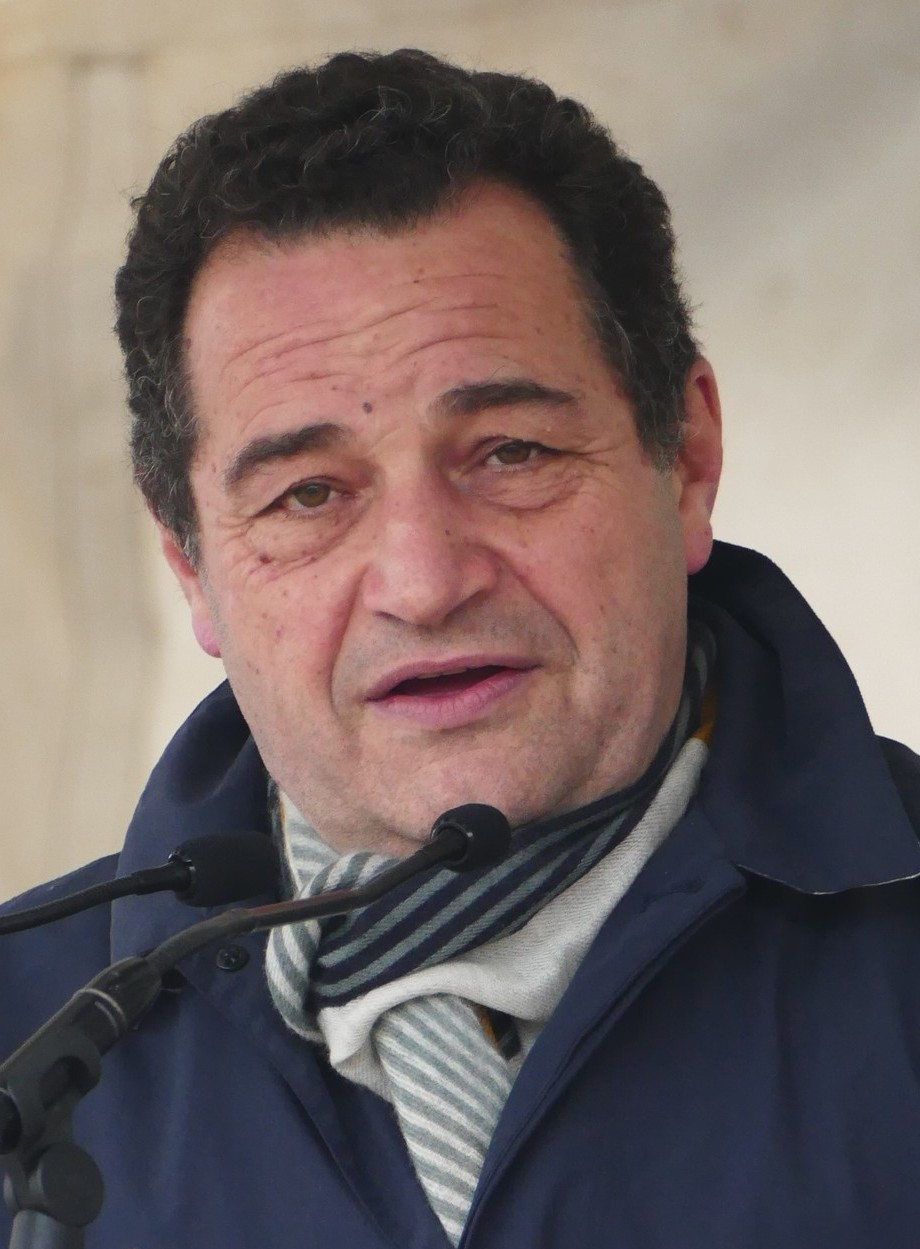
Jean-Frédéric Poisson

Boutin va dimitir el 10 de juliol de 2013 com a líder del partit per crear una nova formació oposada al matrimoni homosexual de cara a les eleccions al Parlament Europeu de 2014, que finalment no obtingué representació, sent succeïda per Jean-Frédéric Poisson, i el desembre de 2013 fou nomenada presidenta d'honor del partit.

### Canvi de denominació a Via, la voie du peuple
El juliol de 2020, Jean-Frédéric Poisson va anunciar la seva intenció de presentar-se a les eleccions presidencials franceses de 2022 amb un projecte conservador i va anunciar un nou canvi de denominació del partit, oficialitzat a l'octubre com a “Via, el camí del poble”.
El desembre de 2021, Poisson es va unir a la campanya presidencial d'Éric Zemmour. A les eleccions legislatives franceses de 2022 va integrar-se a les llistes de Reconquesta d'Éric Zemmour, que no va obtenir representació.
A les eleccions al Parlament Europeu de 2024, juntament amb el Moviment Conservador i el Centre Nacional d'Independents i Agraris va donar suport a la llista Les Patriotes de Florian Philippot, que no va obtenir representació.

## Ideologia
El Partit Cristianodemòcrata és un partit d'arrel democratacristiana inspirada en la doctrina social de l'Església.
La seva presidenta, Christine Boutin, en els seus discursos posa l'accent en reafirmar la posició de l'home en la societat actual, tot apostant per un conservadorisme social de rostre humà.
De clara orientació europeista, es reivindica federalista com el Moviment Demòcrata i el Nou Centre.
Elogia la gran aportació de l'estadista francès Robert Schuman en la construcció de la Unió Europea i en el valors democristians que la van aixecar.
Alhora pren idees de la socialdemocràcia en la immigració i polítiques socials.
Segons els documents publicats a la pàgina web, el partit pretén aixecar una nova generació de polítics que tinguin en comú respectar la dignitat de tota persona humana, de la seva concepció a la seva mort natural, amb la preocupació prioritària de la defensa del més feble, Mantenir l'ordre públic i assegurar la seguretat de les persones, promoure la iniciativa i la llibertat personals, afavorir l'exercici efectiu de la solidaritat i sostenir la família, salvaguardar la identitat de França i afavorir la seva influència a Europa i al món, i destacar un desenvolupament sostenible al servei de les persones

## Personalitats del partit
- Christine Boutin, presidenta
- Franck Margain, vicepresident
- Dino Cinieri, actual diputat
- Jean-François Chossy, diputat fins a 2011
- Jean-Frédéric Poisson, diputat fins a 2010
- Xavier Lemoine, alcalde de Montfermeil